# Garibald II de Baviera
Garibald II († 640) va ser el tercer duc de Baviera (609-640). Era fill del agilolfing Tassiló I, duc de Baviera.

## Biografia
D'acord amb Pau el Diaca, en la seva Historia Langobardorum, va succeir al seu pare Tassiló I, assassinat pels eslaus que havien envaït Baviera i va devastar el país, però Garibald II va aconseguir organitzar un contraatac i expulsar els eslaus.
La seva esposa no s'anomena, però Pau el Diaca diu que el 610, els àvars van envair el ducat de Friül i van matar el duc Gisulf II i la seva esposa Romilda, i es van emportar captius a les seves a les quatre filles. Dos d'elles, Acca i Geila foren comprades per comerciants i alliberades i una d'ells es va casar amb el príncep de Baviera, mentre que l'altre es va casar amb el príncep dels alamans. Des de llavors el nom de Gisela apareix dins l'aristocràcia bavaresa, i Settipani pensa que això és degut a Geila (Gisela) que seria qui es va casar amb un duc de Baviera, que identifica per raons cronològiques a Garibald II.
D'aquest matrimoni va néixer potser el duc de Teodó I de Baviera.